# Norwegischer Fußballpokal der Männer 2002
Der norwegische Fußballpokal 2002 (kurz auch NM-Cup 2002 genannt) war die 97. Austragung des Fußballpokalwettbewerbs der Männer. Pokalsieger wurde Vålerenga Oslo. Das Team setzte sich im Finale mit 1:0 gegen Odd Grenland BK durch. Der Pokalsieger erhielt das Startrecht im UEFA-Pokal 2003/04.
Alle Begegnungen wurden in einem Spiel entschieden. Bei einem Unentschieden nach Verlängerung wurde der Sieger im Elfmeterschießen ermittelt.

## 1. Runde
| Datum      |                        | Ergebnis              |                      |
| ---------- | ---------------------- | --------------------- | -------------------- |
| 23.05.2002 | Ringsaker IF           | 0:8                   | Ham-Kam              |
| 28.05.2002 | Borg Fotball           | 1:2 n. V.             | Strømsgodset IF      |
|            | Narvik FK              | 6:2                   | FK Vesterålen        |
|            | Salangen IF            | 1:5                   | Alta IF              |
|            | Vardeneset BK          | 2:3 n. V.             | SK Vard Haugesund    |
|            | Vindbjart FK           | 1:3                   | Bryne FK             |
| 29.05.2002 | FK Arendal             | 1:3                   | Start Kristiansand   |
|            | Arna-Bjørnar           | 0:5                   | Fana IL              |
|            | Åsane Fotball          | 6:0                   | SK Trane             |
|            | Åssiden IF             | 0:9                   | Odd Grenland         |
|            | Elverum Fotball        | 2:0                   | Follo Fotball        |
|            | Eik IF Tønsberg        | 1:2                   | Pors Grenland        |
|            | Fjellhamar FK          | 2:3                   | Lørenskog IF         |
|            | Fjøra FK               | 0:3                   | Brann Bergen         |
|            | Fossum IF              | 1:4                   | Raufoss IL           |
|            | Frigg Oslo FK          | 1:5                   | Fredrikstad FK       |
|            | FK Gjøvik Lyn          | 0:3                   | Nybergsund IL        |
|            | Gossen IL              | 1:3                   | Molde FK             |
|            | Grindvoll IL           | 1:2 n. V.             | Bærum SK             |
|            | Grue IL                | 0:4                   | Lillestrøm SK        |
|            | Hana IL                | 1:4                   | FK Haugesund         |
|            | Hønefoss BK            | 8:0                   | KFUM Oslo            |
|            | TIL Hovding            | 2:1                   | Fyllingen Fotball    |
|            | FK Jerv                | 1:0 n. V.             | FK Tønsberg          |
|            | Jevnaker IF            | 0:2                   | Lillehammer FK       |
|            | IL Jotun               | 5:2                   | Førde IL             |
|            | Klepp IL               | 1:0                   | SK Nord Karmøy       |
|            | Kolstad IL             | 3:5                   | Strindheim IL        |
|            | Langevåg IL            | 0:2                   | Eidsvold Turn        |
|            | Langesund/Stathelle FK | 0:6                   | FK Mandalskameratene |
|            | Levanger FK            | 3:4                   | Ranheim IL           |
|            | FK Lofoten             | 4:1                   | Harstad IL           |
|            | Lom IL                 | 1:3                   | Sogndal IL           |
|            | Lyngdal IL             | 5:1                   | FK Vidar             |
|            | Mercantile SFK         | 2:3                   | Skeid Oslo           |
|            | Mo IL                  | 2:1                   | Steinkjer FK         |
|            | Mosjøen IL             | 02:11                 | FK Bodø/Glimt        |
|            | Notodden FK            | 1:4 n. V.             | Tollnes BK           |
|            | FK Ørn-Horten          | 2:1                   | SK Falk Horten       |
|            | Os TF                  | 0:2                   | Nest-Sotra IL        |
|            | Østsiden IL            | 3:2                   | SK Sprint-Jeløy      |
|            | Porsanger IL           | 1:7                   | Tromsø IL            |
|            | Romerike Fotball       | 4:1                   | Larvik Fotball       |
|            | Sarpsborg FK           | 4:3                   | Kvik Halden FK       |
|            | FK Senja               | 0:4                   | Tromsdalen UIL       |
|            | Skånland OIF           | 00:15                 | Rosenborg Trondheim  |
|            | Skarbøvik IF           | 1:4                   | Byåsen Toppfotball   |
|            | IF Skarp               | 5:2                   | IL Stålkameratene    |
|            | Tornado FK             | 2:3                   | Spjelkjavik IL       |
|            | Torvastad IL           | 0:6                   | Viking Stavanger     |
|            | SK Træff               | 3:3 n. V. (4:2 i. E.) | Clausenengen FK      |
|            | Tynset IF              | 1:2                   | Kongsvinger IL       |
|            | Ullensaker/Kisa IL     | 0:2 n. V.             | Kjelsås IL           |
|            | Ullern IF              | 0:5                   | Moss FK              |
|            | Valdres FK             | 1:1 n. V. (4:5 i. E.) | Hammerfest FK        |
|            | Vang IL                | 2:7                   | Vålerenga Oslo       |
|            | SK Vedavåg Karmøy      | 3:0                   | Løv-Ham IL           |
|            | Velledalen/Ringen FL   | 0:6                   | Aalesunds FK         |
|            | Verdal IL              | 3:2                   | Melhus IL            |
| 30.05.2002 | Aurskog-Finstadbru SK  | 0:9                   | Stabæk Fotball       |
|            | IL Hødd                | 8:1                   | Ørsta IL             |
|            | FK Oslo Øst            | 5:0                   | Fagerborg BK         |
|            | Sandefjord Fotball     | 8:0                   | IL Flint             |
|            | FK Sparta Sarpsborg    | 0:5                   | Lyn Oslo             |

## 2. Runde
| Datum      |                    | Ergebnis  |                      |
| ---------- | ------------------ | --------- | -------------------- |
| 12.06.2002 | Alta IF            | 5:4       | IF Skarp             |
|            | FK Bodø/Glimt      | 9:0       | Narvik FK            |
|            | Brann Bergen       | 4:1       | TIL Hovding          |
|            | Bryne FK           | 7:0       | SK Vedavåg Karmøy    |
|            | Byåsen Toppfotball | 1:0       | Verdal IL            |
|            | Bærum SK           | 2:1       | FK Ørn-Horten        |
|            | Fana IL            | 4:2       | Åsane Fotball        |
|            | Lillehammer FK     | 1:3       | Rosenborg Trondheim  |
|            | Hammerfest FK      | 0:9       | Lyn Oslo             |
|            | FK Haugesund       | 5:0       | SK Vard Haugesund    |
|            | FK Jerv            | 0:3       | Sandefjord Fotball   |
|            | Kongsvinger IL     | 0:4       | Strømsgodset IF      |
|            | Kjelsås IL         | 2:3 n. V. | Start Kristiansand   |
|            | Lyngdal IL         | 0:4       | Odd Grenland         |
|            | Lørenskog IF       | 4:2       | Romerike Fotball     |
|            | Molde FK           | 7:0       | SK Træff             |
|            | Nest-Sotra IL      | 0:2       | Aalesunds FK         |
|            | Nybergsund IL      | 3:2       | Ham-Kam              |
|            | Pors Grenland      | 3:2       | FK Oslo Øst          |
|            | Ranheim IL         | 3:6 n. V. | Stabæk Fotball       |
|            | Sarpsborg FK       | 1:4       | Lillestrøm SK        |
|            | Skeid Oslo         | 3:0       | Elverum Fotball      |
|            | Sogndal IL         | 4:0       | IL Jotun             |
|            | Spjelkjavik IL     | 1:6       | IL Hødd              |
|            | Strindheim IL      | 2:3       | Raufoss IL           |
|            | Tollnes BK         | 0:2       | FK Mandalskameratene |
|            | Tromsdalen UIL     | 2:0       | Mo IL                |
|            | Tromsø IL          | 3:2       | FK Lofoten           |
|            | Viking Stavanger   | 3:0       | Klepp IL             |
| 13.06.2002 | Fredrikstad FK     | 3:1       | Hønefoss BK          |
|            | Moss FK            | 6:0       | Østsiden IL          |
| 19.06.2002 | Eidsvold Turn      | 0:5       | Vålerenga Oslo       |

## 3. Runde
| Datum      |                      | Ergebnis              |                    |
| ---------- | -------------------- | --------------------- | ------------------ |
| 26.06.2002 | Lillestrøm SK        | 0:1                   | Skeid Oslo         |
|            | Vålerenga Oslo       | 5:0                   | Lørenskog IF       |
|            | Stabæk Fotball       | 3:0                   | Nybergsund IL      |
|            | Raufoss IL           | 2:2 n. V. (3:4 i. E.) | Bryne FK           |
|            | Strømsgodset IF      | 1:0                   | Fredrikstad FK     |
|            | Sandefjord Fotball   | 0:1                   | Moss FK            |
|            | Odd Grenland         | 2:0                   | Bærum SK           |
|            | Start Kristiansand   | 1:0 n. V.             | FK Haugesund       |
|            | Aalesunds FK         | 5:0                   | Sogndal IL         |
|            | IL Hødd              | 1:0                   | Molde FK           |
|            | Tromsø IL            | 2:0                   | Tromsdalen UIL     |
|            | Alta IF              | 1:6                   | FK Bodø/Glimt      |
| 27.06.2002 | Lyn Oslo             | 3:2                   | Pors Grenland      |
|            | FK Mandalskameratene | 0:2                   | Viking Stavanger   |
|            | Fana IL              | 0:2 n. V.             | Brann Bergen       |
|            | Rosenborg Trondheim  | 4:0                   | Byåsen Toppfotball |

## 4. Runde
| Datum      |                  | Ergebnis              |                     |
| ---------- | ---------------- | --------------------- | ------------------- |
| 07.08.2002 | FK Bodø/Glimt    | 1:5                   | Tromsø IL           |
|            | Bryne FK         | 1:2                   | Lyn Oslo            |
|            | Odd Grenland     | 4:1                   | Start Kristiansand  |
|            | Skeid Oslo       | 1:5                   | Stabæk Fotball      |
|            | Viking Stavanger | 2:0                   | Rosenborg Trondheim |
| 08.08.2002 | Brann Bergen     | 2:2 n. V. (5:6 i. E.) | Aalesunds FK        |
|            | Moss FK          | 2:2 n. V. (4:5 i. E.) | Vålerenga Oslo      |
|            | Strømsgodset IF  | 2:1                   | IL Hødd             |

## Viertelfinale
| Datum      |                | Ergebnis              |                  |
| ---------- | -------------- | --------------------- | ---------------- |
| 28.08.2002 | Aalesunds FK   | 2:0                   | Tromsø IL        |
|            | Odd Grenland   | 4:3                   | Strømsgodset IF  |
| 29.08.2002 | Vålerenga Oslo | 3:1                   | Viking Stavanger |
| 11.09.2002 | Lyn Oslo       | 2:2 n. V. (4:5 i. E.) | Stabæk Fotball   |

## Halbfinale
| Datum      |                | Ergebnis |              |
| ---------- | -------------- | -------- | ------------ |
| 21.09.2002 | Vålerenga Oslo | 2:0      | Aalesunds FK |
| 22.09.2002 | Stabæk Fotball | 0:2      | Odd Grenland |

## Finale
| Odd Grenland                                | Odd Grenland | Vålerenga Oslo | Vålerenga Oslo |
| ------------------------------------------- | --- | --- | -------------- |
| Odd Grenland                                | \| Finale \| \| 3. November 2002 in Oslo (Ullevaal-Stadion) \| \| Ergebnis: 0:1 (0:1) \| \| Zuschauer: 25.481 \| \| Schiedsrichter: Tommy Skjerven \| \| Spielbericht \| | \| Finale \| \| 3. November 2002 in Oslo (Ullevaal-Stadion) \| \| Ergebnis: 0:1 (0:1) \| \| Zuschauer: 25.481 \| \| Schiedsrichter: Tommy Skjerven \| \| Spielbericht \| | Vålerenga Oslo |
| Odd Grenland                                | Erik Holtan – Alexander Aas, Jan Frode Nornes, Ronny Deila, Anders Rambekk – Morten Fevang, Bent Inge Johnsen (75. Brede Bomhoff), Christian Flindt-Bjerg (68. Espen Hoff) – Edwin van Ankeren, Martin Wiik (71. Sveinung Fjeldstad), Jan Gunnar Solli Cheftrainer: Arne Sandstø | Øyvind Bolthof – Freddy dos Santos, Knut Henry Haraldsen, Erik Hagen, Tom Henning Hovi – Pa Modou Kah (49. Ronny Døhli), Johan Arneng, David Hanssen, Kjetil Rekdal, Bjørn Arild Levernes (75. Thomas Holm) – Tobias Grahn (90. Kristen Viikmäe) Cheftrainer: Kjetil Rekdal | Vålerenga Oslo |
| Odd Grenland                                | 0:1 Bjørn Arild Levernes (5.) | | Vålerenga Oslo |
| Odd Grenland                                | Christian Flindt Bjerg (41.) | Tom Henning Hovi (44.), Tobias Grahn (73.) | Vålerenga Oslo |
| Finale                                      | | |                |
| 3. November 2002 in Oslo (Ullevaal-Stadion) | | |                |
| Ergebnis: 0:1 (0:1)                         | | |                |
| Zuschauer: 25.481                           | | |                |
| Schiedsrichter: Tommy Skjerven              | | |                |
| Spielbericht                                | | |                |